# Rinorea longiracemosa
Rinorea longiracemosa är en violväxtart som först beskrevs av Wilhelm Sulpiz Kurz, och fick sitt nu gällande namn av William Grant Craib. Rinorea longiracemosa ingår i släktet Rinorea och familjen violväxter. Inga underarter finns listade i Catalogue of Life.